# Campionati del mondo di atletica leggera 1987 - Lancio del giavellotto femminile
La gara del lancio del giavellotto femminile dei Campionati del mondo di atletica leggera 1987 si è svolta tra il 5 e il 6 settembre.

## Podio
| Pos.    | Atleta           | Nazionalità    | Prestazione |
| ------- | ---------------- | -------------- | ----------- |
| Oro     | Fatima Whitbread | Regno Unito    | 76,64 m     |
| Argento | Petra Felke      | Germania Est   | 71,76 m     |
| Bronzo  | Beate Peters     | Germania Ovest | 68,82 m     |

## Situazione pre-gara

### Record
Prima di questa competizione, il record del mondo (RM) e il record dei campionati (RC) erano i seguenti:
| Record                | Prestazione                | Atleta                   | Data                               | Competizione  |
| --------------------- | -------------------------- | ------------------------ | ---------------------------------- | ------------- |
| Record mondiale       | 78,90 m (vecchio attrezzo) | Petra Felke Germania Est | 29 luglio 1987 Lipsia, Germania    |               |
| Record dei campionati | 70,82 m (vecchio attrezzo) | Tiina Lillak Finlandia   | 13 agosto 1983 Helsinki, Finlandia | Mondiali 1983 |

### Campionesse in carica
Le campionesse in carica a livello olimpico e mondiale erano:
| Campione | Atleta                       | Prestazione                | Data                                   | Competizione         |
| -------- | ---------------------------- | -------------------------- | -------------------------------------- | -------------------- |
| Olimpico | Teresa Sanderson Regno Unito | 69,56 m (vecchio attrezzo) | 6 agosto 1984 Los Angeles, Stati Uniti | Giochi olimpici 1984 |
| Mondiale | Tiina Lillak Finlandia       | 70,82 m (vecchio attrezzo) | 13 agosto 1983 Helsinki, Finlandia     | Mondiali 1983        |

### La stagione
Prima di questa gara, le atlete con le migliori tre prestazioni dell'anno erano:
| Pos. | Atleta                        | Prestazione                | Data                             |
| ---- | ----------------------------- | -------------------------- | -------------------------------- |
| 1    | Petra Felke Germania Est      | 78,90 m (vecchio attrezzo) | 29 luglio 1987 Lipsia, Germania  |
| 2    | Fatima Whitbread Regno Unito  | 76,34 m (vecchio attrezzo) | 12 luglio 1987 Oslo, Norvegia    |
| 3    | Ingrid Thyssen Germania Ovest | 69,68 m (vecchio attrezzo) | 21 agosto 1987 Berlino, Germania |

## Risultati[3][4]

### Turni eliminatori
| 2Gruppi | 5 settembre | 31 iscritte    | Si qualificano alla finale chi supera i 64,00 m (Q) o si trova almeno tra le prime 12. |
| Finale  | 6 settembre | 12 concorrenti |                                                                                        |

### Qualificazioni
Sabato 5 settembre 1987
| Pos. | Atleta                           | Nazione          | Misura  | Note |
| ---- | -------------------------------- | ---------------- | ------- | ---- |
| 1    | Petra Felke                      | Germania Est     | 69,16 m | Q    |
| 2    | Tessa Sanderson                  | Regno Unito      | 66,46 m | Q    |
| 3    | Beate Peters                     | Germania Ovest   | 64,26 m | Q    |
| 4    | Irina Kostyuchenkova             | Unione Sovietica | 63,04 m | q    |
| 5    | Katalin Hartai                   | Ungheria         | 62,68 m | q    |
| 6    | Natalya Kalenchukova-Yermolovich | Unione Sovietica | 60,78 m | q    |
| 7    | Anna Verouli                     | Grecia           | 60,60 m |      |
| 8    | Zhou Yuanxiang                   | Cina             | 59,46 m |      |
| 9    | Elisabet Nagy                    | Svezia           | 58,72 m |      |
| 10   | María Caridad Colón              | Cuba             | 57,82 m |      |
| 11   | Emi Matsui                       | Giappone         | 57,78 m |      |
| 12   | Denise Thiémard                  | Svizzera         | 56,34 m |      |
| 13   | Sueli dos Santos                 | Brasile          | 55,48 m |      |
| 14   | Marieta Riera                    | Venezuela        | 53,38 m |      |
| 15   | Hui-Cheng Lee                    | Taipei cinese    | 51,42 m |      |
| 16   | Mereoni Vibose                   | Figi             | 48,60 m |      |

| Pos. | Atleta             | Nazione            | Misura  | Note |
| ---- | ------------------ | ------------------ | ------- | ---- |
| 1    | Fatima Whitbread   | Regno Unito        | 67,00 m | Q    |
| 2    | Ingrid Thyssen     | Germania Ovest     | 64,52 m | Q    |
| 3    | Ivonne Leal        | Cuba               | 62,60 m | q    |
| 4    | Tiina Lillak       | Finlandia          | 62,34 m | q    |
| 5    | Susanne Jung       | Germania Est       | 62,26 m | q    |
| 6    | Manuela Alizadeh   | Germania Ovest     | 62,16 m | q    |
| 7    | Natalya Shikolenko | Unione Sovietica   | 60,40 m |      |
| 8    | Céline Chartrand   | Canada             | 59,06 m |      |
| 9    | Tuula Laaksalo     | Finlandia          | 57,24 m |      |
| 10   | Li Baolian         | Cina               | 55,96 m |      |
| 11   | Trine Solberg      | Norvegia           | 55,30 m |      |
| 12   | Cathie Wilson      | Stati Uniti        | 54,80 m |      |
| 13   | Íris Grönfeldt     | Islanda            | 54,00 m |      |
| 14   | Iammo Launa        | Papua Nuova Guinea | 42,70 m |      |
| 15   | Laverne Eve        | Bahamas            | nm      |      |

### Finale
Domenica 6 settembre 1987
| Pos | Atleta                           | Nazionalità      | 1ª prova | 2ª prova | 3ª prova | 4ª prova | 5ª prova | 6ª prova | Risultato | Note               |
| --- | -------------------------------- | ---------------- | -------- | -------- | -------- | -------- | -------- | -------- | --------- | ------------------ |
|     | Fatima Whitbread                 | Regno Unito      | 61,80 m  | 69,02 m  | 71,34 m  | 73,16 m  | 76,64 m  | 72,14 m  | 76,64 m   | (vecchio attrezzo) |
|     | Petra Felke                      | Germania Est     | 70,30 m  | 71,76 m  | 66,84 m  | x        | 71,56 m  | x        | 71,76 m   |                    |
|     | Beate Peters                     | Germania Ovest   | 68,82 m  | x        | 62,24 m  | 61,12 m  | 57,96 m  | x        | 68,82 m   |                    |
| 4   | Tessa Sanderson                  | Regno Unito      | x        | 67,54 m  | 63,54 m  | 62,88 m  | 62,00 m  | 63,66    | 67,54 m   |                    |
| 5   | Susanne Jung                     | Germania Est     | 60,36 m  | x        | 67,46 m  | x        | 57,96 m  | x        | 67,46 m   |                    |
| 6   | Tiina Lillak                     | Finlandia        | 56,56 m  | 66,82 m  | x        | 56,80 m  | 59,74 m  | x        | 66,82 m   |                    |
| 7   | Natalya Kalenchukova-Yermolovich | Unione Sovietica | 60,14 m  | 65,52 m  | x        | x        | x        | x        | 65,52 m   |                    |
| 8   | Ivonne Leal                      | Cuba             | 61,86 m  | 64,90 m  | x        | x        | x        | 64,52 m  | 64,90 m   |                    |
| 9   | Ingrid Thyssen                   | Germania Ovest   |          |          |          |          |          |          | 64,12 m   |                    |
| 10  | Manuela Alizadeh                 | Germania Ovest   |          |          |          |          |          |          | 63,40 m   |                    |
| 11  | Katalin Hartai                   | Ungheria         |          |          |          |          |          |          | 60,60 m   |                    |
| 12  | Irina Kostyuchenkova             | Unione Sovietica |          |          |          |          |          |          | 60,60 m   |                    |